# Greco di Bianco
Il Greco di Bianco è una DOC riservata ad alcuni vini passiti la cui produzione è consentita nella provincia di Reggio Calabria.

## Zona di produzione
La zona di produzione comprende l'intero territorio dei seguenti comuni in provincia di Reggio Calabria: Bianco e parte di Casignana.

## Storia
Il Greco di Bianco è ritenuto il vino più antico d'Italia insieme al Moscato di Siracusa: la vite dalla quale si ricava il Greco di Bianco ha origini molto remote: si ritiene che il primo tralcio sia arrivato in Calabria, nel territorio di Bianco, già nel VII secolo a.C., quando i Greci sbarcarono presso il promontorio Zefirio (oggi chiamato Capo Bruzzano).
La pianta trovò lungo questo tratto di terra caratteristiche climatiche simili a quelle d'origine.
Nel 1966 il Greco di Bianco ha raggiunto un livello molto basso di produzione, ragion per cui fu fondata a Bianco una cooperativa agricola, con il fine di valorizzarne e standardizzarne la produzione. L'obiettivo è stato raggiunto nel 1980, anno in cui il Greco di Bianco ha avuto il riconoscimento del marchio DOC.
I principali riferimenti letterari al Greco di Bianco sono due, uno molto antico, l'altro più recente.
La prima citazione: “Quando Orione e Sirio siano giunti nel mezzo del cielo, ed Aurora dalle rosee dita avvisti Arturo, cogli allora tutti i grappoli, o Perse, e portali in casa; per dieci giorni e per dieci notti esponili al sole, per cinque mettili all’ombra, e al sesto stiva nei vasi i doni di Dioniso molto felice”.
Si tratta di un estratto di Esiodo ne Le Opere e i giorni scritto nel VII secolo a.C. che descrive un’antica modalità di lavorazione delle uve con le quali ancora oggi si produce il Greco di Bianco DOC.
La seconda citazione: “ Il Greco di Bianco fa 16 gradi. Vitigno: Greco. Colore giallo dorato intenso. Profumo quasi amarognolo, come di zàgara, cioè fior d'arancio. Gusto dolce, ma non troppo dolce”.
Così Mario Soldati nella sua famosissima opera “Vino al Vino” descrive il Greco di Bianco DOC, un'importante testimonianza di un esperto riguardo alle caratteristiche organolettiche di base di questo vino.

## Tecniche di produzione
Il sistema di allevamento più utilizzato è il cordone speronato orizzontale bilaterale. I tralci arrivano fino a 7 metri di lunghezza e si adornano di foglie pentalobate, lucide nella pagina superiore e quasi tomentose nella pagina inferiore, tipiche di queste viti. Altro sistema di allevamento, oramai praticato solo su vecchi vigneti, è l'alberello.
L'uva, prima di essere spremuta viene appassita su graticci di canne fino a quando non si è registrato un calo minimo del 35%.
Il vino Greco di Bianco DOC non può essere immesso al consumo prima del 1º Novembre dell'anno successivo a quello di produzione delle uve.

## Disciplinare
Il Greco di Bianco DOC è stato istituito con DPR 18 giugno 1980 pubblicato sulla Gazzetta Ufficiale n. 340 del 12 dicembre 1980.
Successivamente è stato modificato con: 
- DM 30 novembre 2011 GU 295 - 20 dicembre 2011 - Pubblicato sul sito ufficiale del Mipaaf Sezione Qualità e Sicurezza - Vini DOP e IGP
- La versione in vigore è stata approvata con DM 7 marzo 2014 - Pubblicato sul sito ufficiale del Mipaaf Sezione Qualità e Sicurezza - Vini DOP e IGP.[1]

## Tipologie

### Greco di Bianco
| uvaggio                        | Greco bianco min. 95% uve a bacca bianca provenienti da altri vitigni idonei alla coltivazione in Calabria max. 5% |
| titolo alcolometrico minimo    | 13,00% vol. |
| acidità totale minima          | 6,0 g/l. |
| estratto secco minimo          | 30,00 g/l |
| resa massima di uva per ettaro | 100 q. |
| resa massima di uva in vino    | 45 % |

#### Caratteri organolettici
- colore: giallo tendente al dorato con eventuali riflessi ambrati.
- odore: alcolico, etereo, caratteristico del vino.
- sapore: morbido, caldo, armonico con retrogusto caratteristico.

#### Abbinamenti consigliati
- Pasticceria secca, dolci a base di pasta di mandorle (temperatura di servizio consigliata: 14°-16 °)
- Formaggi stagionati, in particolare pecorini.